# Luc Hommel
Pour les articles homonymes, voir Hommel.
Lucien Joseph dit Luc Hommel né à Dison le 13 juillet 1896 et mort à Ixelles le 2 septembre 1960, est un avocat et écrivain belge de langue française.
Fils de Charles Hommel, employé, et de Clémentine Sauvenier, sans profession.
Il fonda en 1919 la revue politico-littéraire catholique La Jeunesse nouvelle avec Paul Champagne, Carlo de Mey et Jean Teugels.
Politiquement, il était proche du maurassisme.
Il est inhumé au cimetière de Dison.

## Publications
- Marie de Bourgogne ou le Grand Héritage, Bruxelles, Goemaere, 1945, 1 vol. in-8°, 368 pp.